# 北京烤鸭

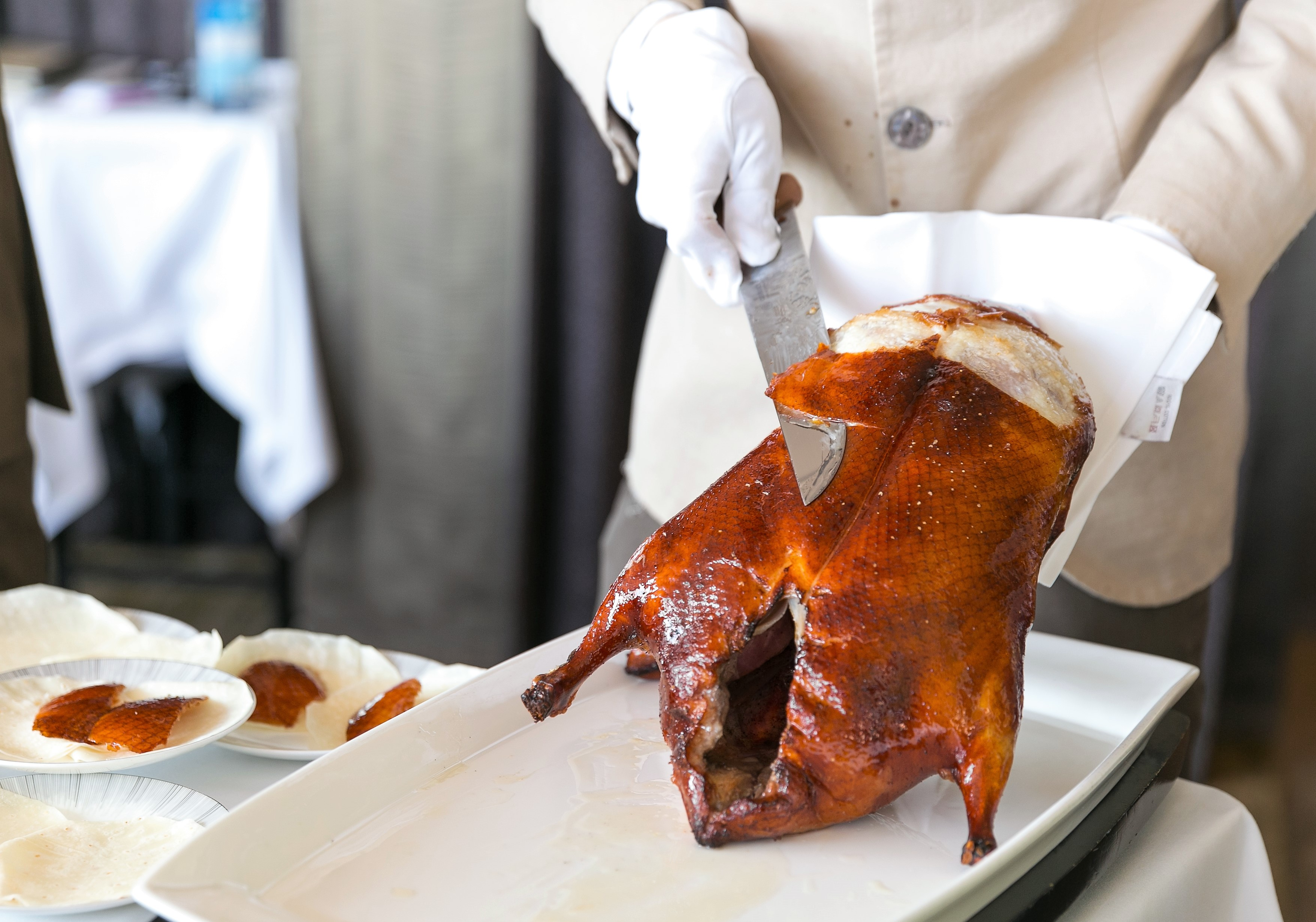
北京烤鴨

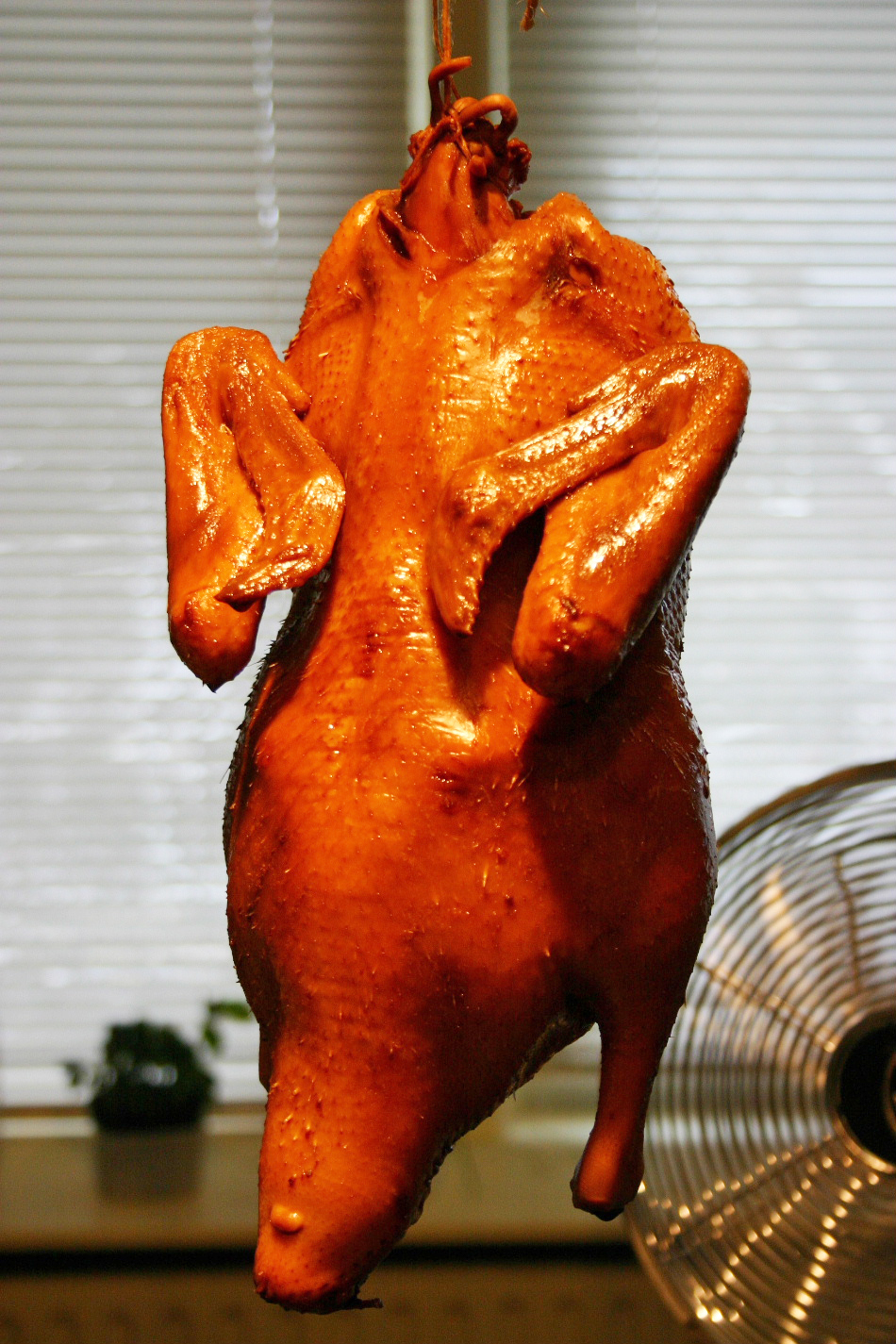
北京烤鴨

北京烤鸭，是源自中國北京的一道全鸭菜式，又名北京填鴨（烤鸭是道菜，填鸭是使用的原料，是指用强制喂食方法养大的北京鸭）。北京烤鸭分为「挂炉烤鸭」与「焖炉烤鸭」两大流派，北京的老字号烤鸭店全聚德主打挂炉烤鸭，便宜坊則主打焖炉烤鸭。北京其他著名的烤鸭店還有大董、长安壹号、1949全鸭季、利群、四季民福和花家怡园等。

## 歷史
由于北京烤鸭其肥瘦分明，鲜嫩适度，成为元、明、清历代宫廷御膳珍品。北京烤鸭是在南京燒鴨的基础上发展而来，烤鸭的前身是出现在南北朝时期的「炙鸭」，在当时是宫廷食品。北京古代附近小河冬雪无鸭，但烤鸭是明成祖的宫廷菜，据说太祖在南京分烤鸭菜给众子女吃，成祖怀念儿时在南京餐桌和乐，故带至北京宫廷。当时烤鸭在北京地区被称为“南炉鸭”，意即南方传入的炉火烤鸭；但后来北京烤鸭也逐渐融入了鲁菜的元素，如荷叶饼和葱丝。
采用传统的焖炉方式烤制的便宜坊烤鸭始于明朝永乐十四年（1416年）称为米市胡同老便宜坊。1855年，一些老便宜坊的制鸭能手在前门鲜鱼口另起炉灶，创建了鲜鱼口便宜坊，成为现代便宜坊烤鸭的起源地。1864年，河北冀县人杨明全改良烤鸭的烤制方法，采用挂炉方式烤制，并在全聚德使用，使北京烤鴨發揚光大。

## 製法
北京烤鸭所用的原料是北京填鸭，鸭子肥大，全身白色，每天定时由技术工人将用莜麦面和其他营养物调好的饲料，一团团地塞入鸭子食道中，鸭子几乎不会自己进食了，由此也衍生出“填鸭式教育”。作为鸭胚的北京鸭生长时间有严格的规定，有一种说法是只用生长45天的鸭子。近年来由于人们口味的改变，过于肥腻的鸭肉已不受欢迎，烤鸭店都已改用瘦肉型鸭。鸭子洗剥干净后，肚内灌上水，泄殖腔用鐵針穿插封住。烤制时鸭体完整，由于肚内水的冷却作用，让鸭肉口感嫩滑。

### 烤制
烤鸭烤制可分为两种——挂炉烤鸭和焖炉烤鸭。
- 焖炉：有炉门，使用秫秸为燃料。烤制时先将秫秸等燃料如炉燃烧，待烤炉内壁烧热到一定温度后灭火，然后将鸭子放入烤炉内，关闭炉门，凭借炉壁的热力将鸭子烘烤而熟。整个过程鸭子并不见明火，中间不打开炉门，不转动鸭身，一次放入一次出炉。因焖炉使用炉壁余温烤制，空气湿度大，耗油量小，鸭脯肉暄腾[6]。
- 挂炉：没有炉门，使用果木（多使枣木或者梨木）为燃料，这种燃料耐烧、无烟，燃烧后有一种清香。挂炉烧制时炉膛是开放的，鸭子入炉后，要用挑杆有规律地调换鸭子的位置，以使鸭子受热均匀，周身都能烤到。挂炉烤鸭的鸭胚受热均匀、强烈，皮下脂肪已经融化，烤制的鸭子皮脆肉嫩。

挂炉烤鸭和焖炉烤鸭片法不同。挂炉烤鸭讲究每一块肉上都必须有皮，焖炉烤鸭是皮肉分离的。

### 配料
烤制完成的鸭子用刀削成小片，叫做“片鸭”，理想情况下2分钟30秒片完，配以大葱丝、黄瓜丝、甜面酱，用薄饼卷着食用。值得一提的是，烤鸭配上黄瓜丝、白糖食用的方法据称是由京剧艺术家梅兰芳发明。剔除鸭肉后剩余的鸭架可以打包帶走或用来煲汤，不過在全聚德或便宜坊是要另外收費的。

### 食法
除了传统的食用方式外，香港的许多酒店和酒楼还会推出“填鸭二食”。第一食即是片皮鸭，顾名思义，是食用烤鸭的脆皮和边皮部分的鸭肉。第二食则是将剩余的鸭肉再加以烹调，常见的做法包括将鸭肉切条后与三丝（如胡椒、胡萝卜、竹笋等）一起炒制，或者将鸭肉剁成鸭松，配上生菜包裹食用。

## 軼事
舊時，一些食客挑中了要烤的鴨子，還會用高粱饴或者麦芽糖寫上字跡，且多寫詩句，以防店家偷偷地將鴨子以小換大。现在北京一些小店仍然有这种服务。

## 非遺
2008年，北京烤鸭入选第二批国家级非物质文化遗产名录。北京烤鸭主要分为以挂炉烤鸭为代表的全聚德和以焖炉烤鸭为代表的便宜坊两大门派。北京烤鸭在全世界享誉盛名，它色泽红润，肉质肥而不腻，外脆里嫩，号称“舌尖上的非遗”。北京烤鸭好吃，离不开烤鸭师傅几代人兢兢业业、精益求精的技艺传承。

## 图集

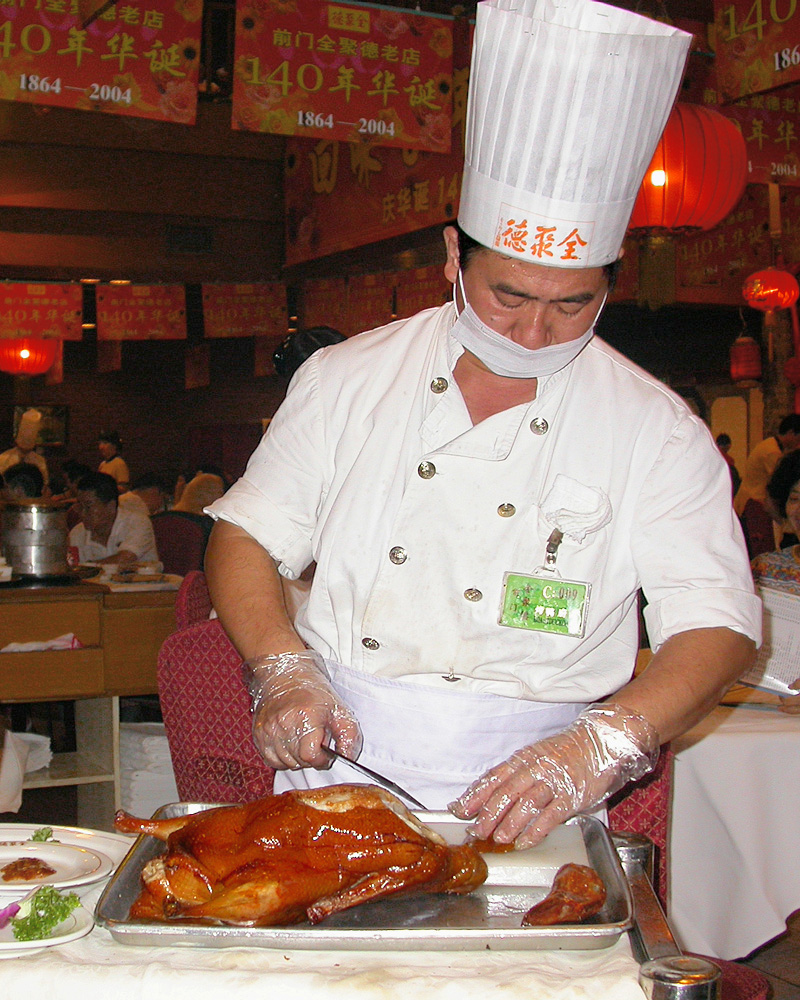
全聚德的师傅在片鸭肉
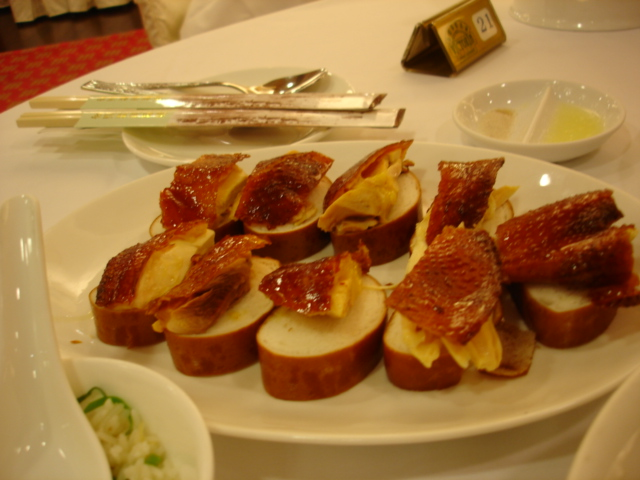
片好的北京烤鴨
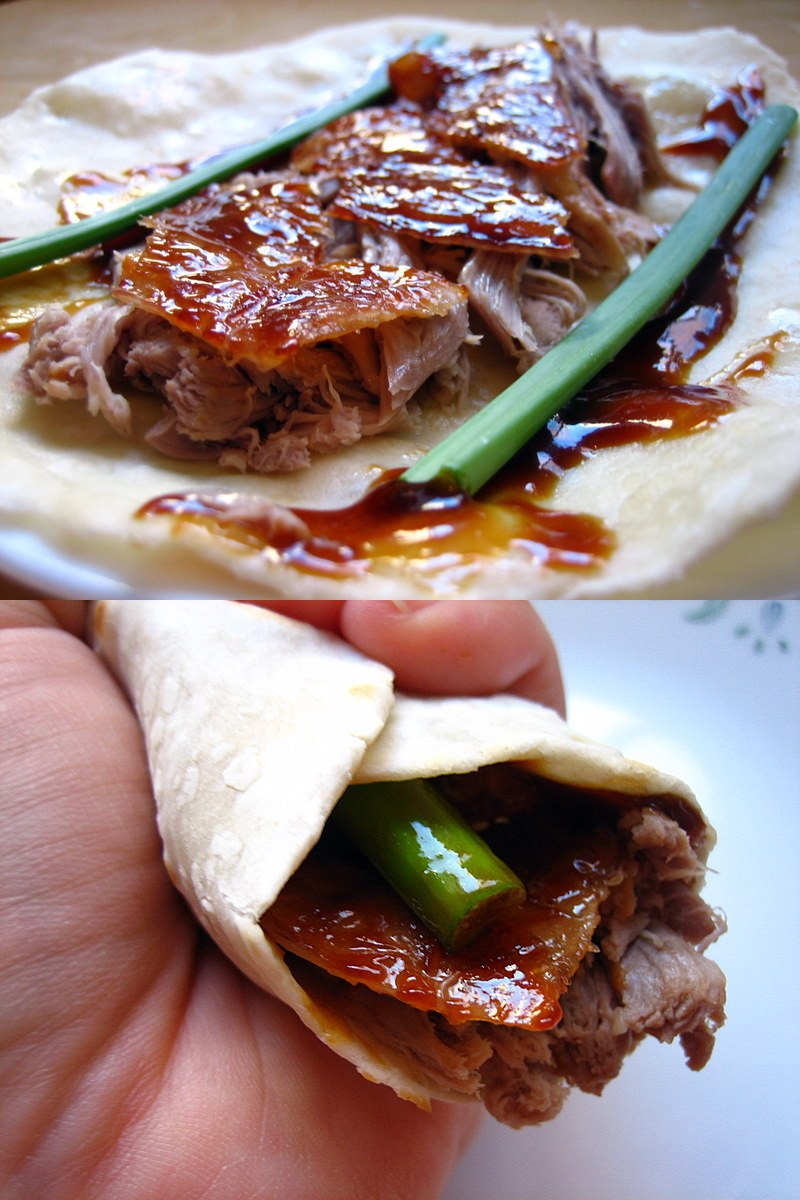
卷好的北京烤鸭
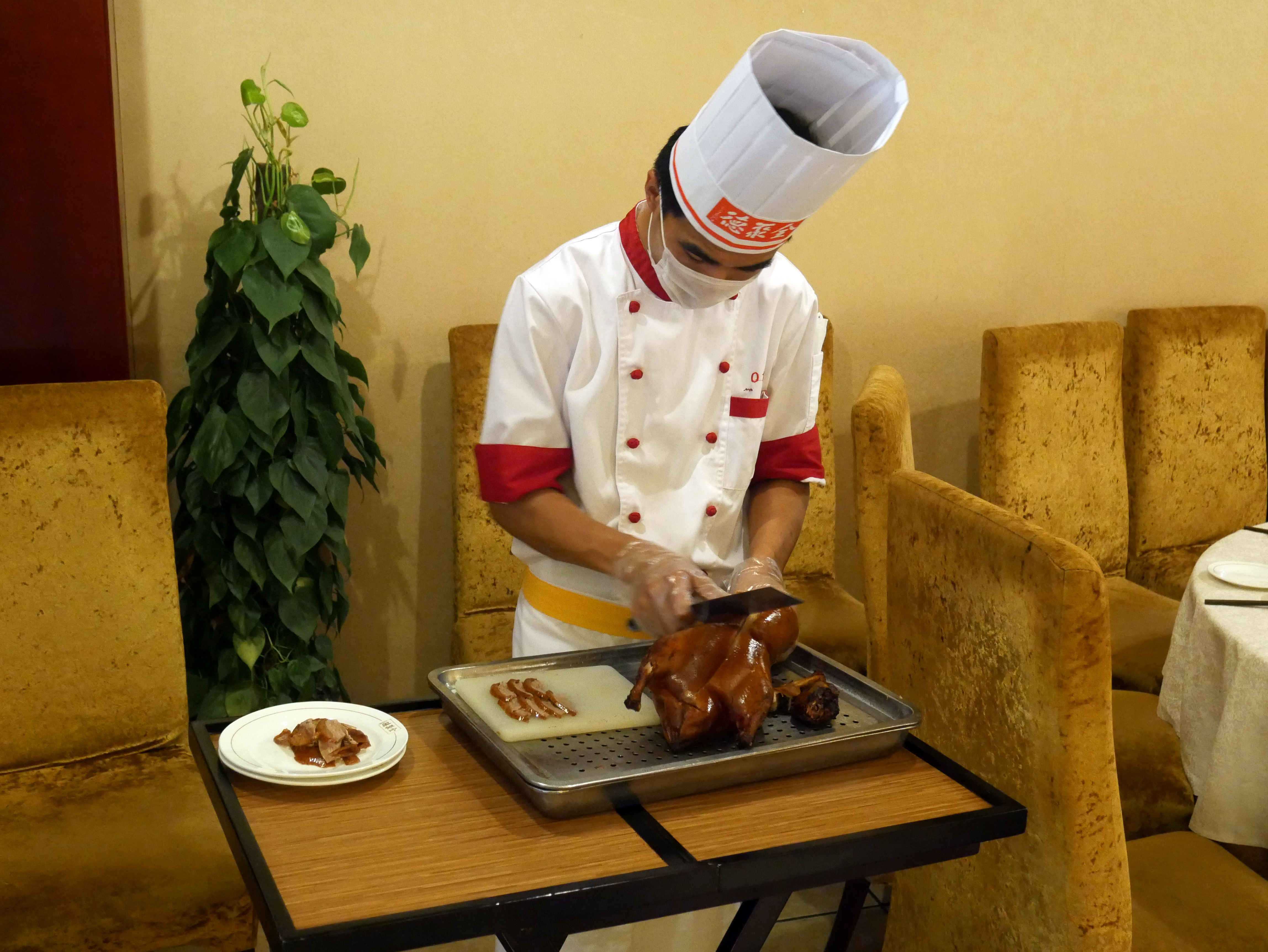
全聚德烤鴨的外燴
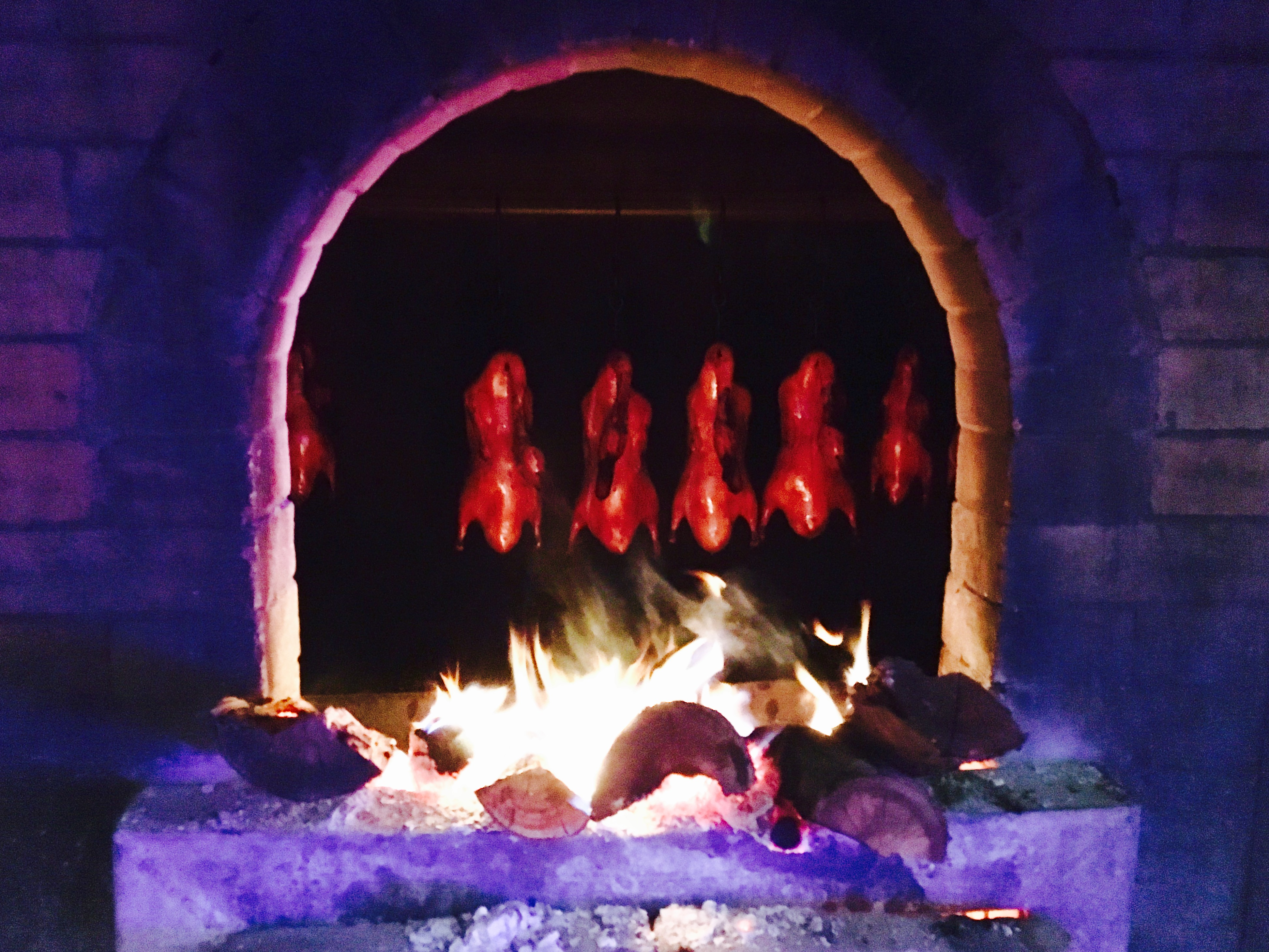
烤炉中悬挂的北京烤鸭
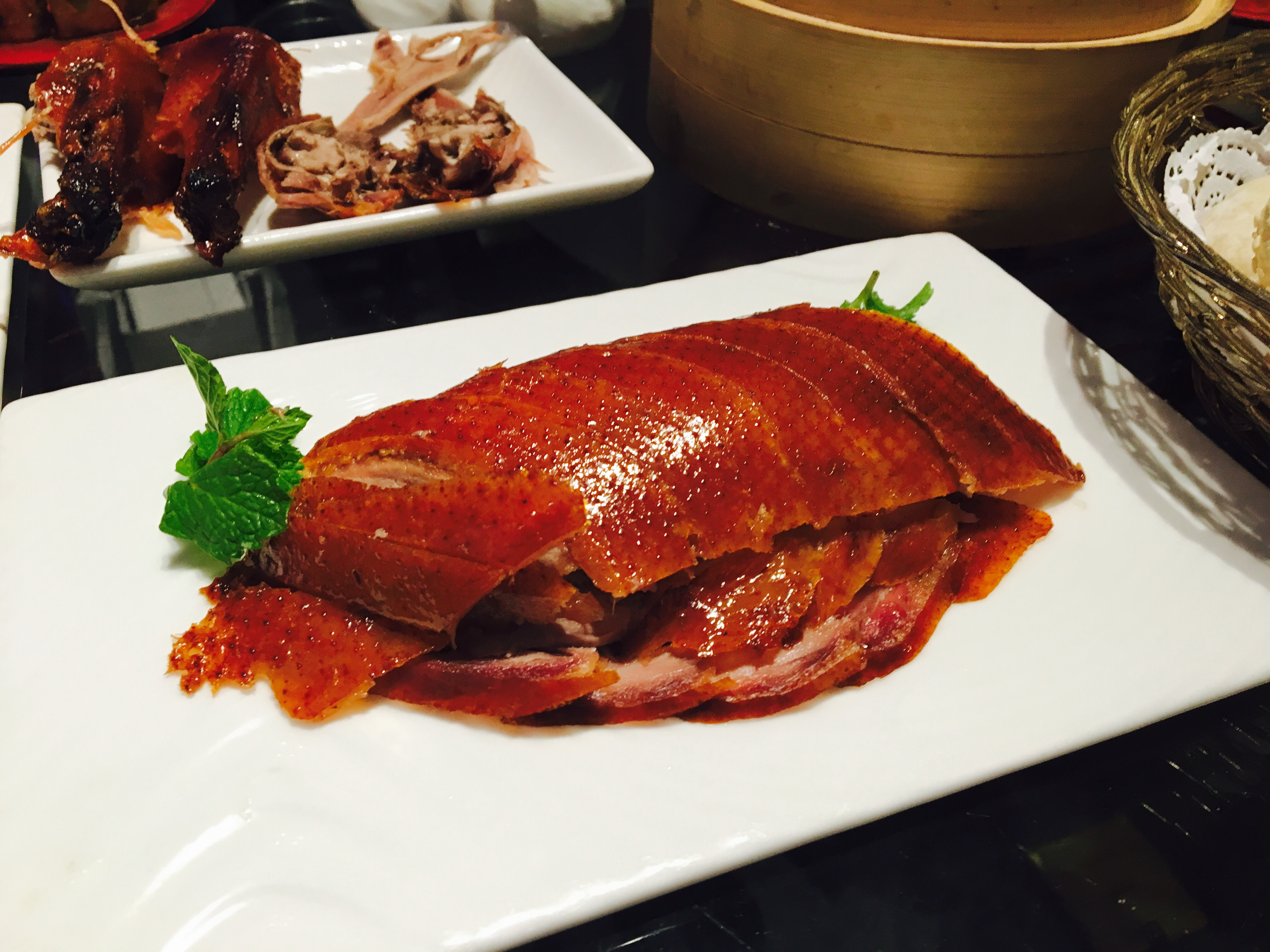
片好装盘的北京烤鸭
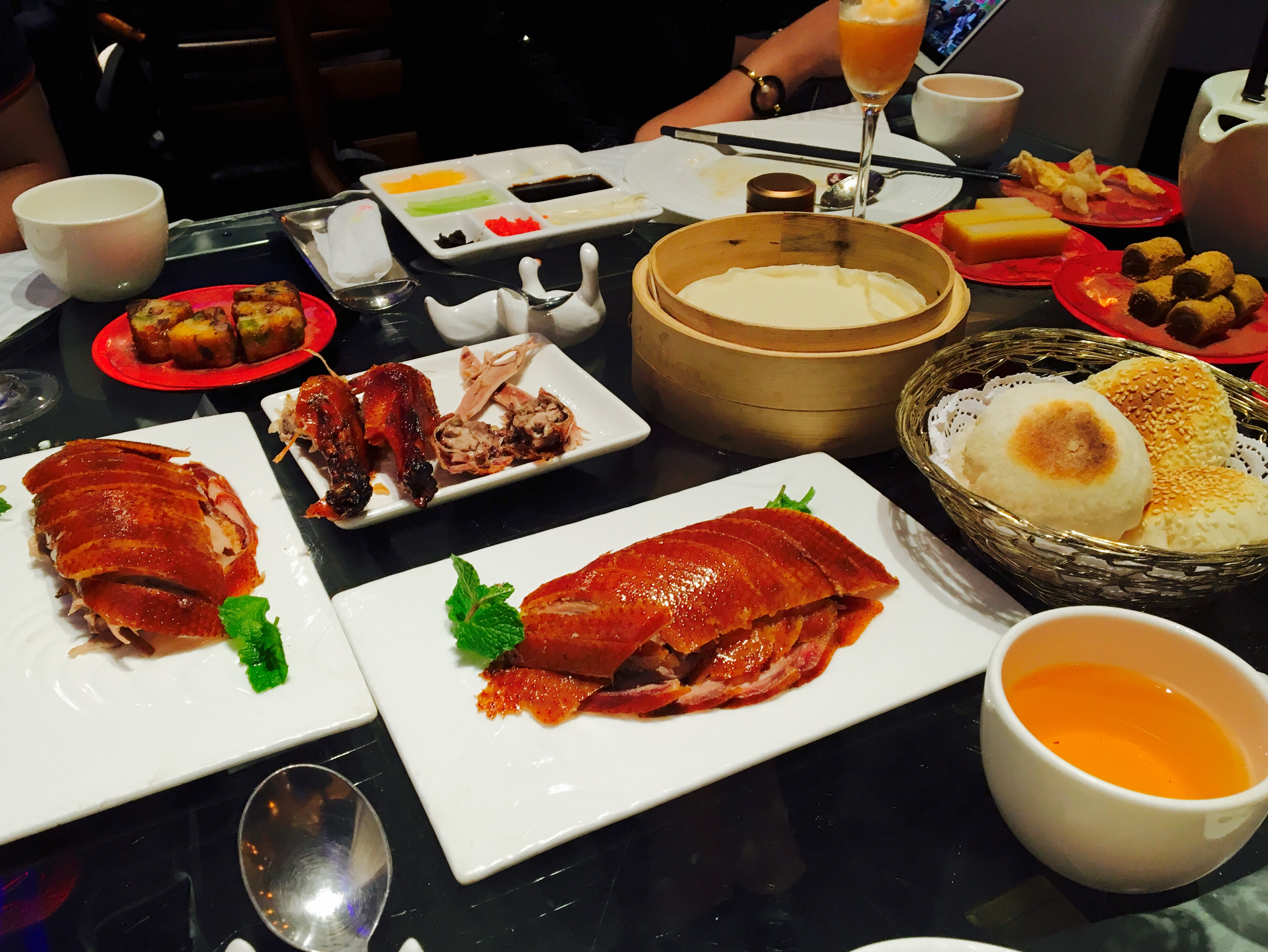
烤鸭和两种饼（荷叶饼与空心芝麻烧饼）
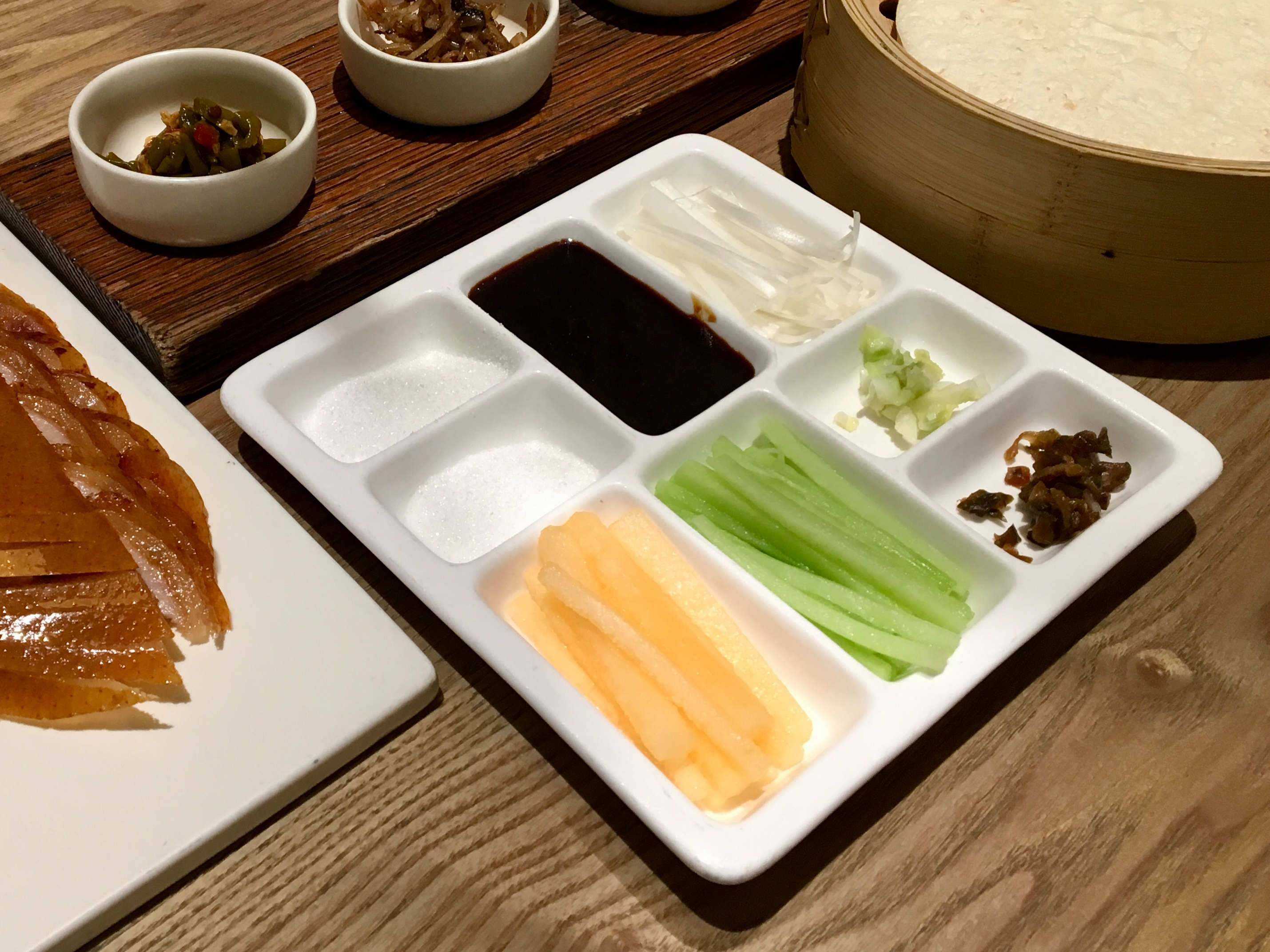
烤鸭蘸料（甜面酱、葱丝、黄瓜丝、白糖等）
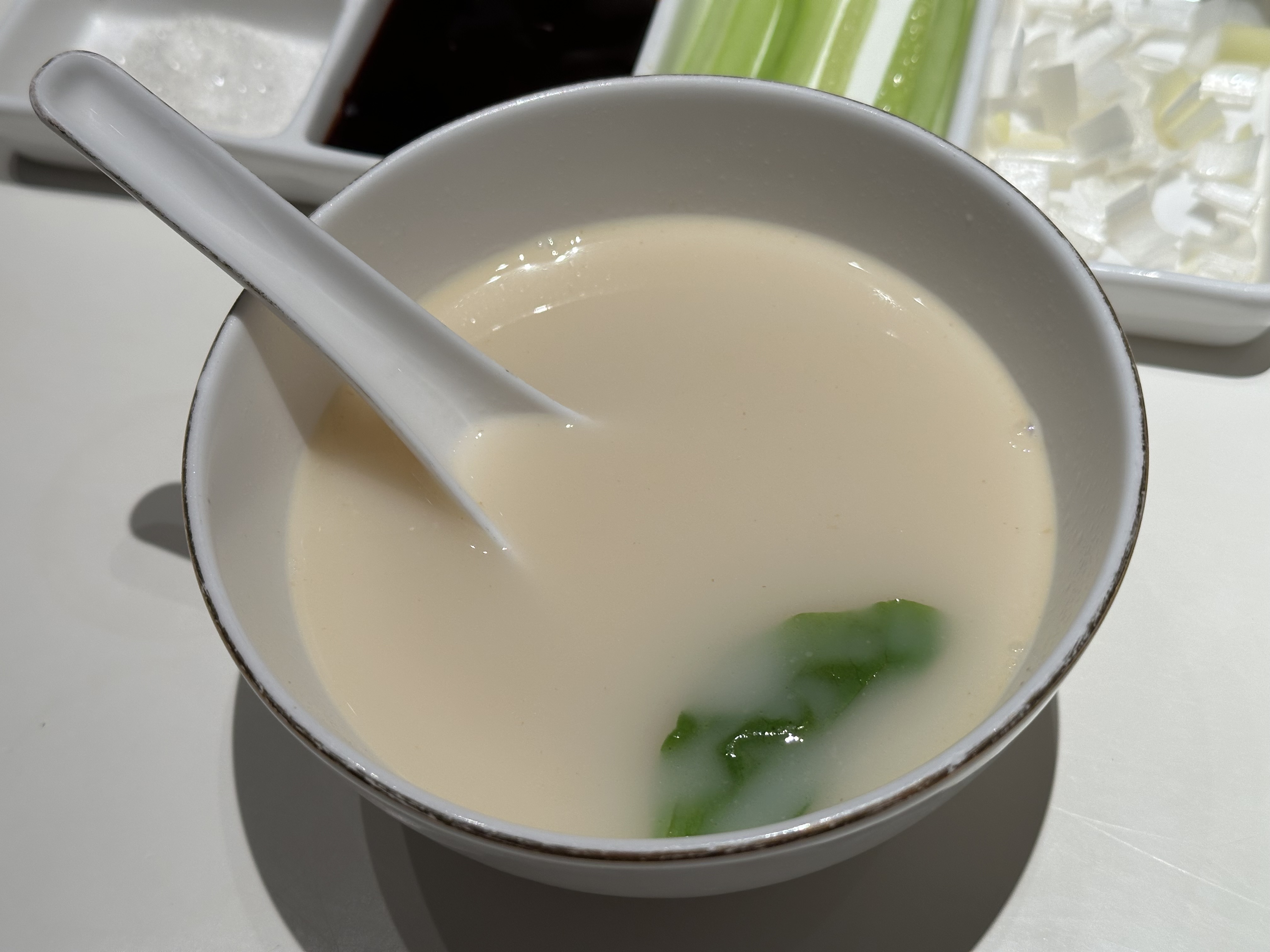
鸭架汤